# Kvalspelet till Elitserien i handboll för herrar 2009/2010
Kvalspelet till Elitserien i handboll för herrar 2009/2010 bestod av en omgång, "Direkt off", där de båda vinnarna blev klara för Elitserien nästa säsong. Direkt off bestod av två lag från Allsvenskan samt två lag från Elitserien. De båda elitserielagen klarade sig kvar i den högsta divisionen.

## Direkt off
| Match                                           | Resultat     |
| ----------------------------------------------- | ------------ |
| IFK Trelleborg - OV Helsingborg (1–2 i matcher) |              |
| Trelleborg - Helsingborg                        | 28–27 (e fl) |
| Helsingborg - Trelleborg                        | 20–19        |
| Trelleborg - Helsingborg                        | 29–31        |
| HK Drott - Hästö IF (2–1 i matcher)             |              |
| Drott - Hästö                                   | 34–28        |
| Hästö - Drott                                   | 31–29        |
| Drott - Hästö                                   | 30–25        |